# Flugvikt i grekisk-romersk stil i brottning vid olympiska sommarspelen 1996
Herrarnas brottningsturnering i grekisk romersk stil i viktklassen flugvikt vid olympiska sommarspelen 1996 avgjordes i Atlanta i Georgia World Congress Center. 

## Medaljörer
| Klass    | Guld                      | Silver                | Brons                        |
| Flugvikt | Armen Nazarjan · Armenien | Brandon Paulson · USA | Andrij Kalasjnykov · Ukraina |

## Resultat
Guld- och silvermedaljörerna korades genom en klassisk turnering där vinnaren i finalen erhöll guld, och förloraren silver. Förlorarna från omgång ett fram till semifinalen fick återkvala och vinnaren fick till slut brons.
- PA — Vinst genom att motståndaren skadats

### Huvudtabell

#### Runda 1
| Brottare 1                  | Poäng  | Brottare 2                     |
| --------------------------- | ------ | ------------------------------ |
| Valentin Rebegea (ROU)      | TO     | Dariusz Jabłoński (POL)        |
| Samvel Danieljan (RUS)      | 11 - 4 | Shamsiddin Xudoyberdiyev (UZB) |
| Pappu Yadav (IND)           | 0 - 10 | Ha Tae-Yeon (KOR)              |
| Andrij Kalasjnykov (UKR)    | 0 - 10 | Armen Nazarjan (ARM)           |
| Jon Rønningen (NOR)         | 0 - 5  | Lázaro Rivas (CUB)             |
| Alfred Ter-Mkrtychyan (GER) | 1 - 3  | Khaled Al-Faraj (SYR)          |
| Yordan Anev (BUL)           | 11 - 0 | Tiebiri Godswill (NGR)         |
| Ruslanas Vartanovas (LTU)   | 1 - 4  | Nurym Dujsenov (KAZ)           |
| Ibad Achmedaŭ (BLR)         | 11 - 0 | Ulises Valentin (DOM)          |
| Joël Basaldua (PER)         | TO     | Brandon Paulson (USA)          |

#### Åttondelsfinaler
| Brottare 1              | Poäng  | Brottare 2             |
| ----------------------- | ------ | ---------------------- |
| Dariusz Jabłoński (POL) | 0 - 8  | Samvel Danieljan (RUS) |
| Ha Tae-Yeon (KOR)       | 2 - 12 | Armen Nazarjan (ARM)   |
| Lázaro Rivas (CUB)      | 5 - 0  | Khaled Al-Faraj (SYR)  |
| Yordan Anev (BUL)       | 9 - 6  | Nurym Dujsenov (KAZ)   |
| Ibad Achmedaŭ (BLR)     | 1 - 6  | Brandon Paulson (USA)  |

#### Kvartsfinaler
| Brottare 1             | Poäng | Brottare 2           |
| ---------------------- | ----- | -------------------- |
| Samvel Danieljan (RUS) | 0 - 3 | Armen Nazarjan (ARM) |
| Lázaro Rivas (CUB)     |       | Bye                  |
| Yordan Anev (BUL)      |       | Bye                  |
| Brandon Paulson (USA)  |       | Bye                  |

#### Semifinaler
| Brottare 1           | Poäng | Brottare 2            |
| -------------------- | ----- | --------------------- |
| Armen Nazarjan (ARM) | 7 - 1 | Lázaro Rivas (CUB)    |
| Yordan Anev (BUL)    | 2 - 6 | Brandon Paulson (USA) |

#### Final
| Brottare 1           | Poäng | Brottare 2            |
| -------------------- | ----- | --------------------- |
| Armen Nazarjan (ARM) | 5 - 1 | Brandon Paulson (USA) |

### Återkval

#### Omgång 2
| Brottare 1             | Poäng  | Brottare 2                     |
| ---------------------- | ------ | ------------------------------ |
| Valentin Rebegea (ROU) | TO     | Shamsiddin Xudoyberdiyev (UZB) |
| Pappu Yadav (IND)      | 0 - 11 | Andrij Kalasjnykov (UKR)       |
| Jon Rønningen (NOR)    | 0 - 9  | Alfred Ter-Mkrtychyan (GER)    |
| Tiebiri Godswill (NGR) | 0 - 4  | Ruslanas Vartanovas (LTU)      |
| Ulises Valentin (DOM)  | TO     | Joël Basaldua (PER)            |

#### Omgång 3
| Brottare 1                  | Poäng  | Brottare 2                |
| --------------------------- | ------ | ------------------------- |
| Valentin Rebegea (ROU)      | 1 - 3  | Andrij Kalasjnykov (UKR)  |
| Alfred Ter-Mkrtychyan (GER) | 8 - 0  | Ruslanas Vartanovas (LTU) |
| Ulises Valentin (DOM)       | TO     | Dariusz Jabłoński (POL)   |
| Ha Tae-Yeon (KOR)           | 10 - 0 | Khaled Al-Faraj (SYR)     |
| Nurym Dujsenov (KAZ)        | 5 - 4  | Ibad Achmedaŭ (BLR)       |

#### Omgång 4
| Brottare 1               | Poäng  | Brottare 2                  |
| ------------------------ | ------ | --------------------------- |
| Andrij Kalasjnykov (UKR) | TO     | Alfred Ter-Mkrtychyan (GER) |
| Dariusz Jabłoński (POL)  | 3 - 2  | Ha Tae-Yeon (KOR)           |
| Nurym Dujsenov (KAZ)     | 0 - 11 | Samvel Danieljan (RUS)      |

#### Omgång 5
| Brottare 1               | Poäng | Brottare 2              |
| ------------------------ | ----- | ----------------------- |
| Andrij Kalasjnykov (UKR) | 8 - 5 | Dariusz Jabłoński (POL) |
| Samvel Danieljan (RUS)   |       | Bye                     |

#### Omgång 6
| Brottare 1               | Poäng | Brottare 2             |
| ------------------------ | ----- | ---------------------- |
| Lázaro Rivas (CUB)       | 8 - 9 | Samvel Danieljan (RUS) |
| Andrij Kalasjnykov (UKR) | 5 - 0 | Yordan Anev (BUL)      |

#### Bronsmatch
| Brottare 1             | Poäng | Brottare 2               |
| ---------------------- | ----- | ------------------------ |
| Samvel Danieljan (RUS) | 1 - 4 | Andrij Kalasjnykov (UKR) |